# Гексоген

формула гексогену

Гексоген (циклотриметилентринітрамін, англ. hexogen, RDX; нім. Hexogen n) — бризантна вибухівка, що належить до групи вибухових речовин підвищеної потужності. Має високу питому енергію та швидкість детонації. Вперше був запатентований Георгом Фрідріхом Ґеннінґом у Німеччині в 1898 р.

## Властивості
| Густина                                   | 1,8 г/см³    |
| Температура плавлення                     | 202 °С       |
| Температура спалахування                  | 215—232 °С   |
| Температура вибуху                        | 3380–3700 °С |
| Швидкість детонації                       | 8380 м/с     |
| Тротиловий еквівалент                     | 1,6          |
| Фугасність                                | 450–490 см³  |
| Бризантність за Гесом                     | 16—24 мм     |
| Чутливість до удару за стандартною пробою | 80%          |
| Чутливість до тертя з піском              | 490 кгс/см²  |
| Чутливість до тертя без піску             | 1500 кгс/см² |
| Енергія вибухового перетворення           | 1290 ккал/кг |

Нормальний агрегатний стан — дрібнокристалічна речовина білого кольору без смаку й запаху. У воді не розчиняється, негігроскопічна (добре розчиняється в концентрованій азотній кислоті, гірше — в ацетоні, погано — у хлороформі, спирті). З металами в хімічну реакцію не вступає. Пресується погано. Від удару, прострілу кулею може вибухати. Загоряється легко й горить білим яскравим шиплячим полум'ям. Горіння може перейти у детонацію.
У чистому вигляді застосовується тільки для спорядження деяких зразків капсулів-детонаторів (для підривних робіт у чистому вигляді - ні). Використовується для промислового виготовлення вибухових сумішей (ПВВ-4 (пластит), С-1, С-2, С-3, С-4, ТГА, МС, ТГ-50). Зазвичай ці суміші застосовуються для спорядження деяких видів боєприпасів. Із цією метою чистий гексоген змішують із флегматизаторами (зазвичай це суміш парафіну й церезину, стеарин, вазелін) і пресують до густини 1,66 г/см³. У суміші ТГА й морська суміш (МС) для підвищення енергії вибухового перетворення в гексоген додають алюмінієву пудру. Всі ці роботи проводять у промислових умовах на спеціальному устаткуванні.

## Отримання
Необхідні речовини: 
1. Уротропін
2. Нітрит натрію або нітрит калію
3. Перекис водню
4. Азотна кислота (60%)

### Перший спосіб
Готується насичений розчин уротропіну у воді і насичений розчин нітриту у воді, 5:1 за уротропіном. Обидва розчини охолоджуються. Змішується розчин з рівною кількістю HNO3 і швидко змішується з розчином уротропіну, при доброму охолодженні, інтенсивно перемішується. Після припинення реакції ще 1 годину випадає осад, який відфільтровується і промивається. Готується суміш H2O2/HNO3 і охолоджується. Відфільтрований осад потроху досипається в розчин H2O2/HNO3, при ретельному охолодженні. Після припинення реакції розчин відстоюється і фільтрується осад, який і є гексогеном.

### Другий спосіб
До розчину аміачної селітри в концентрованій азотній кислоті при 20 °С повільно додають уротропін:
- (CH2)6N4 + 4HNO3 = 4/3(CH2NNO2)3 + 2CH2O + H2O.

Потім суміш нагрівають до 60-70°С і протікає реакція
- 3NH4NO3 + 3CH2O = (CH2NNO2)3 + 6H2O.

Для підвищення виходу використовують розчин уротропіну в концентрованій оцтовій кислоті. Гексоген відфільтровують, промивають водою і перекристалізують з ацетону. В продукті зазвичай міститься значна частка октогену.

## Застосування

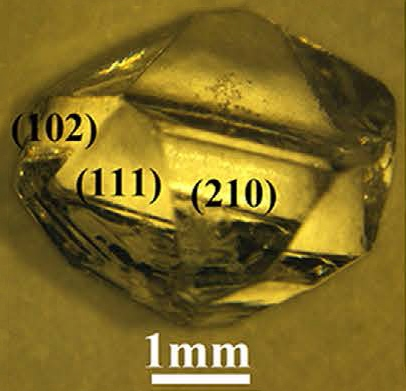
Типовий призматичний кристал гексогену

Застосовується як складова частина деяких амонійно-селітряних вибухових речовин та для вторинного заряду в капсулях-детонаторах і в електродетонаторах, а також у вигляді сплавів з іншими нітросполуками.
Позначення:
Гв чистому вигляді для снарядів малого калібру, капсулів-детонаторів, виготовлення пластичних та еластичних вибухових речовин.
A-IX-1флегматизований (5 %) для боєприпасів артилерії. Для спрощення ідентифікації підфарбований у рожевий колір.
А-ІХ-2суміш з пудрою алюмінію (20 %) для спорядження бронебійно-запалювальних і реактивних снарядів.
А-ІХ-2Осуміш А-ІХ-2 флегматизована оксизином.
Гекфол-2,5гексоген флегматизований оксизином (2,5 %).
ГТТсплав гексогену, тротилу, тетрилу (75 %, 12,5 %, 12,5 %) для спорядження авіабомб, застарілий сплав.
МС (морська суміш)гексоген, алюміній, тротил, флегматизатор (57,6 %, 17,0 %, 19,0 %, 6,4 %).
ПМШ-250підривні шашки у формі кубу масою 250 г (50×50×50 мм).